# Phare de Folly Point
Le phare de Folly Point est un phare situé dans la ville de Port Antonio de la Paroisse de Portland (Comté de Surrey), en Jamaïque.
Ce phare est géré par l'Autorité portuaire de la Jamaïque , une agence du Ministère des Transports .
Ce phare est inscrit à la liste des sites du patrimoine national en Jamaïque par le Jamaica National Heritage Trust (en).

## Description
C'est une tour conique, avec galerie et lanterne, de 15 m de haut. La tour est peinte en blanc avec deux bandes horizontales orange. La galerie et la lanterne sont peintes aussi en orange. Elle est située en bout de la péninsule de Folly, sur le côté est de l'entrée du port de Port Antonio.
Elle émet, à une hauteur focale de 16 m, un long éclat blanc toutes les 10 secondes. Sa portée nominale est de 13 milles nautiques (environ 24 km).
Identifiant : ARLHS : JAM-001 - Amirauté : J5272 - NGA : 13832.

## Caractéristique duFeu maritime
Fréquence : 10 secondes (W)
- Lumière : 2 secondes
- Obscurité : 8 secondes

### Lien connexe
- Liste des phares à la Jamaïque